# Міхновський Сергій Миронович
Сергій Миронович Міхно́вський (нар. 1 червня 1961, Львів) — український художник, архітектор за освітою, куратор мистецьких проєктів. Один із яскравих представників сучасного візуального мистецтва Львова. Працює в жанрах станкового живопису, графіки, інсталяції. Автор понад 25 персональних виставок в Україні та за кордоном.
Член Національної спілки художників України (1995), член спілки «Клуб українських митців» (КУМ), член міжнародної асоціації художників США (IWA, USA).
Сергій Міхновський — самобутній митець з львівською базою, який поєднує академічність архітектора з експериментальністю художника. Його багатогранна творчість — це поєднання краси, ідеї та «мислення» в кожному проєкті. Виставки — від традиційних полотен до інсталяцій і концептуальних акцій — засвідчують прагнення розширювати межі мистецтва. Культурологи відзначають його як глибокого й мислячого художника, який не боїться амбітних та провокативних тем. Його стиль – поєднання реалістичного й абстрактного, концептуального й традиційного живопису, інколи з іронією або романтизмом.
Сергій Міхновський залишається активним у львівському арт-просторі: відбуваються його індивідуальні виставки, він бере участь у тематичних проєктах, особливо пов’язаних із війною, і продовжує експериментувати в жанрах графіки, живопису та колажу. Його роботи публічно демонструються в галереях Львова, Вроцлава, Франції та онлайн-просторах.

## Біографія
1984 року закінчив архітектурний факультет Львівського політехнічного інституту.
З 1984 року, після завершення навчання працював у галузі архітектури — зокрема, старшим архітектором відділу охорони пам'яток архітектури Управління в справах будівництва і архітектури Львівського облвиконкому; 
з 1986 – майстер групи вітражистів СПТУ № 12; Займався художнім оформленням вітражів і громадських інтер’єрів.; 
з 1997 – дизайнер Львівського Палацу мистецтв.  
Активно займається кураторською діяльністю та організацією арт-проєктів. 

## Творчість
Міхновський працює у сфері станкового живопису, графіки, колажу та інсталяції. Його характерною технікою є так званий «латковий» стиль — мозаїчне компонування образів із різних фактур, кольорів і стилістик.
Від 1987 року бере участь у виставках в Україні та за кордоном — у Львові, Києві, Хмельницькому, Варшаві, Кракові, Манчестері, Токіо, Відні С.-Петербурзі, Таллінні, Белграді, Касселі, Мілані, Пізі, Калгарі, Едмонтоні, Сієтлі, Атланті, Сарагосі, Барселоні, Сан Пауло, Буенос Айресі, Осаці, тощо.

## Виставки
Має понад 25 персональних виставок, зокрема:
- 20 днів з одного життя
- Прожект»[3] / Пост Прожект
- Соло
- Біла натура
- Транзит 92 — 96
- Абетка
- Beautiful life …?
- Час. Хроніка ХХ століття
- Каре. 50 квадратів[4]
- ТриКУТник
- Пан Трюфель
- Зрозумілі мотиви
- Антисеметрія
- Придумане місто

## Кураторські проєкти
- «Гроші, гроші…» — перша в Україні міжнародна акція пошт-арту
- «7 на 1» — виставка пам’яті Енді Воргола
- «Два в одному» — тандемне малярство
- «Лінія вогню. Фронтові замальовки» — виставка графіки Олексія Косатого; це своєрідний артщоденник, створений в самому пеклі війни.

## Плакат проти війни
У 2023 році художник долучився до всеукраїнської та міжнародної акції «Плакат проти війни», що об’єднала митців із 10 країн. Зокрема, у Львові й за кордоном були представлені його роботи. Він експонував дві плакатні роботи:
- «З Україною у серці» — колаж, що символізує єдність та підтримку України;
- «Ні війні!» — графічний плакат з чітким меседжем миротворення.

Сергій Міхновський активно використовує плакат як форму художнього протесту проти війни, об’єднуючи колажні та графічні техніки. 

## Визнання
- 2-га премія на мистецькому пленері в Кракові (1995)
- Премія за інсталяцію на Львівському осінньому салоні «Високий Замок» (1997)
- Премія міського голови Львова та галереї «Гердан» за кращий кураторський проєкт (2000)
- Відзнака «Золотий Лука» Львівського весняного салону (2013–2014)

## Колекції
Роботи художника зберігаються у музейних збірках понад 20 країн світу, зокрема в США, Японії, Німеччині, Канаді, а також у приватних колекціях. У 2007 році твори Міхновського були представлені на аукціоні Sotheby’s (Штутгарт). Частина робіт перебуває в колекції родини Кеннеді.

## Нагороди
1995 - 2-га премія малярського пленеру м. Краків;
1997 - премія за інсталяцію на Львівському осінньому салоні «Високий Замок»;
2000 - Премія міського голови міста Львова та галереї Гердан за найкращий кураторський проект року;
2013-2014 - «Золотий Лука» Львівського весняного салону